# Asukata Ichio

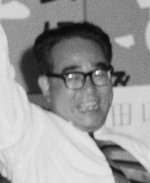
Asukata Ichio, 1963

Asukata Ichio (japanisch 飛鳥田 一雄; * 12. April 1915 in Yokohama, Präfektur Kanagawa; † 11. Oktober 1990) war ein japanischer Rechtsanwalt und Politiker (SPJ). Er war Vorsitzender der Sozialistischen Partei Japans sowie Bürgermeister von Yokohama. Vor und nach seiner Zeit als Bürgermeister war er Mitglied des Abgeordnetenhauses (Shūgiin), dem Unterhaus des Nationalparlaments, zunächst aus Kanagawa, später aus Tokio.

## Leben
Asukata besuchte ein Gymnasium und studierte so wie sein Vater Rechtswissenschaften an der Juristischen Fakultät der Meiji-Universität in Tokio. Nach Abschluss des Studiums war er als Rechtsanwalt in Tokio und später in Yokohama tätig. 

### Partei
Asukata interessierte sich bereits in seiner Jugend für die Theorien von Karl Marx und Friedrich Engels, sodass er im Jahr 1946 zu den Gründern der Sozialistischen Partei Japans gehörte. Dort wurde er in das Zentrale Exekutivbüro gewählt und war zudem ab 1951 für die Betreuung der Studentenbewegung sowie ab 1962 für die Abteilung Massenbewegung zuständig. Im Jahr 1974 wurde er zum stellvertretenden Parteivorsitzenden gewählt. Schließlich löste er den bisherigen Parteivorsitzenden Tomomi Narita ab und übernahm 1977 den Vorsitz der Partei, welchen er bis 1983 innehatte.

### Kommunal- und Präfekturpolitik
Er war zuerst Mitglied des Stadtrates von Yokohama, der Hauptstadt von Kanagawa, und ab 1951 Abgeordneter im Präfekturparlament Kanagawa. Bei der Wahl 1953 wechselte er für den 1. Wahlkreis (vier Mandate) von Kanagawa während der Parteispaltung als Kandidat der linken SPJ erfolgreich ins Unterhaus des Nationalparlaments. Im Jahr 1963 wurde er gegen Amtsinhaber Kiyoshi Nakarai für die erste von vier Amtszeiten bis 1977 zum Bürgermeister von Yokohama gewählt. In der größten Hafenstadt und damals nach Osaka zweitgrößten Kommune Japans gestaltete er das Wachstum der Stadt. Außergewöhnlich war, dass er schon zu den damaligen Zeiten den Gedanken des Umweltschutzes verbreitete. Zudem sorgte er als Bürgermeister für die unentgeltliche medizinische Behandlung von Säuglingen und alten Menschen in Städtischen Krankenanstalten. Er setzte kämpfte gegen Bodenspekulation, verbesserte das Schulwesen und versah die Stadtquartiere mit notwendigen Einrichtungen.
Kurz nach seiner Wahl zum SPJ-Vorsitzenden trat Asukata als Bürgermeister zurück, um als Oppositionsführer für ein Mandat im Nationalparlament zu kandidieren. Bei der Abgeordnetenhauswahl 1979 kandidierte er erfolgreich im Wahlkreis 1 (Dreimandatswahlkreis) der Präfektur Tokio.

### Abgeordneter
Asukata wurde 1953 erstmals zum Mitglied des japanischen Unterhauses gewählt, in dem die SPJ bis in die 1990er Jahre die zweitstärkste Fraktion war. Mit der kurzen Ausnahme von 1947 bis 1948 war seine Partei noch an keiner Regierung beteiligt. Bei der Abgeordnetenhauswahl im Dezember 1976 gewann seine Partei 123 Mandate, während die regierende Liberaldemokratische Partei erstmals die absolute Mehrheit verlor, jedoch eine neue Mehrheit mit Unabhängigen bildete. Aufgrund einer Niederlage bei den Wahlen zum Rätehaus, dem japanischen Oberhaus, erklärte er 1983 seinen Rücktritt als Parteivorsitzender.